# مولخو
شهر مولخو (به سوئدی: Mullsjö) در ناحیه شهری مولخو در کشور سوئد واقع شده‌است. جمعیت این شهر ۱۱۰۹٫۹۹  نفر است.